# 巨燈紀
巨燈紀（英語：Years of the Lamps），是英國作家約翰·羅納德·瑞爾·托爾金的史詩式奇幻小說系列中的阿爾達三大時代之一。
巨燈紀之初，維拉開始建造阿爾達，在他們進入了世界之前，阿爾達無生命和分明的地理特點。阿爾達最初的形狀，由維拉打造，是一對均稱大陸，兩盞巨燈照耀阿爾達：一盞在中土大陸的北部，另一盞在中土大陸南部，做成如薄霧的光遮掩貧瘠的地面。維拉集中光芒在兩盞巨燈伊露因 Illuin和歐爾莫 Ormal中。巨燈由維拉奧力所建，伊露因在北部西爾卡內海 Helcar的沿岸高山上，歐爾莫在南部璘及爾地區中。在兩盞巨燈照耀的中央地區，燈光混合，維拉居住在奧瑪倫島上。
但兩盞巨燈被米爾寇攻擊毀壞了。阿爾達再變暗了，其中火炎破壞了阿爾達的表面完美的均稱大陸。二個主要大陸被創造了：阿門洲在遠西部，中土大陸在中部，清晨之門在遠東，和黑暗大陸在遠南。當伊露因倒下之時，在西爾卡內海的庫維因恩海灣沉睡之精靈甦醒。巨燈紀結束，雙樹紀開始。